# Hongweixing
Hongweixing (kinesiska: 红卫星, 红卫星乡) är en socken i Kina. Den ligger i provinsen Heilongjiang, i den nordöstra delen av landet, omkring 170 kilometer nordväst om provinshuvudstaden Harbin.
Genomsnittlig årsnederbörd är 740 millimeter. Den regnigaste månaden är juli, med i genomsnitt 196 mm nederbörd, och den torraste är januari, med 5 mm nederbörd.